# Guanfacin
Guanfacin (obchodním název Intuniv nebo Paxneury) je lék působící na α2A-adrenergní receptory v mozku a snižující aktivitu sympatického nervového systému, je využívaný ve formě s prodlouženým uvolňováním k léčbě poruchy pozornosti (ADHD) a ve formě s prodlouženým nebo okamžitým uvolňováním k léčbě vysokého krevního tlaku.
Guanfacin byl poprvé popsán v roce 1974, od roku 1986 je schválený pro lékařské použití jako antihypertenzivum, postupem času začal být v off-label režimu používán k augmentaci stimulačních léků při léčbě ADHD, a dále k léčbě tiků, úzkostných poruch a posttraumatické stresové poruchy (PTSD). Od roku 2010 je FDA oficiálně schválený přímo pro léčbu ADHD.

## Účinky
Guanfacin stejně jako další agonisté α2A-adrenergních receptorů (např. klonidin) snižuje emoční reakce amygdaly, posiluje konektivitu prefrontálního kortexu a zlepšuje regulaci prožívání v důsledku inhibice uvolňování katecholaminů vyplavovaných stresem. Dále významně tlumí aktivitu sympatického nervového systému („fight or flight“ reakce), což snižuje systolický i diastolický krevní tlak, a u pacientů s PTSD zlepšuje kvalitu spánku, pokud je narušovaný nočními můrami. Všechny tyto účinky pravděpodobně přispívají k pozorovanému zmírnění hyperarouzality, impulzivity a opětovného prožívání vzpomínek. Nasazení či vysazení tohoto léku je třeba vždy provádět postupnou úpravou dávek, jinak hrozí zdraví nebezpečné kolísání krevního tlaku, ze stejného důvodu je také nezbytné vyvarovat se hrozbě nežádoucích lékových interakcí (např. s alkoholem). Guanfacin nemá žádný potenciál ke zneužívání, a dokonce může být použit ke zlepšení sebekontroly a bažení po návykových látkách. Metaanalýzy prokázaly, že guanfacin je účinný při léčbě ADHD, jak u dětí, tak dospělých, ačkoliv je v tomto ohledu méně efektivní než stimulanty a má častější nežádoucí účinky.
Mezi nejčastější nežádoucí vedlejší účinky patří únava, ospalost, nevolnost, bolesti hlavy, břicha, zácpa a sucho v ústech, mezi další nežádoucí účinky může patřit nízký krevní tlak, emoční oploštění, vyrážka, problémy s močením a prodloužení QT intervalu. Guanfacin i přes své tlumící účinky neukázal pozitivní účinky na kvalitu spánku (alespoň u ADHD jedinců), naopak některé jeho parametry (například celkovou dobu spánku) prokazatelně zhoršuje.